# Comuna Strelcea, Pazardjik
Strelcea (în bulgară Стрелча) este o comună în regiunea Pazardjik, Bulgaria, formată din orașul Strelcea și satele Blatnița, Diulevo, Smileț și Svoboda. 

## Demografie
Componența etnică a comunei Strelcea
     Romi (5,84%)
     Bulgari (74,04%)
     Nicio identificare (19,76%)
     Altele (0,54%)
La recensământul din 2011, populația comunei Strelcea era de 4.913 locuitori. Din punct de vedere etnic, majoritatea locuitorilor (74,04%) erau bulgari, cu o minoritate de romi (5,84%). Pentru 19,76% din locuitori nu este cunoscută apartenența etnică.